# Manuel Battistini
Manuel Battistini (* 22. Juli 1994) ist ein san-marinesischer Fußballspieler.

## Karriere
Battistini spielte in der U-17, U-19 und in der U-21 San Marinos. Bei der U-21 erzielte er während der Qualifikation zur U-21-EM 2013 zwei Tore, eines davon schoss er gegen Bosnien-Herzegowina am 6. Juni 2012, das Spiel verlor San Marino mit 1:3. Das zweite Tor erzielte er am 29. Februar 2012 gegen Zypern, es war der zwischenzeitliche 1:1-Ausgleich, bevor Andreas Alkiviadou in der 90. Minute den 2:1-Siegtreffer für Zypern schoss. Seit 2013 spielt er für die A-Nationalmannschaft.